# Perkebunan Gunung Melayu
Perkebunan Gunung Melayu is een bestuurslaag in het regentschap Asahan van de provincie Noord-Sumatra, Indonesië. Perkebunan Gunung Melayu telt 3145 inwoners (volkstelling 2010).